# Cleistachne
Cleistachne là một chi thực vật có hoa trong họ Hòa thảo (Poaceae).

## Loài
Chi Cleistachne gồm các loài: